# Sjökapten

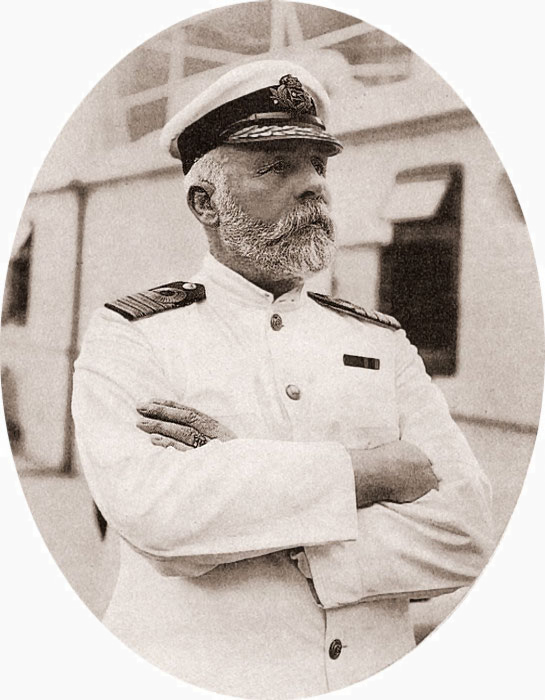
Edward Smith, befälhavare på Titanic.

Sjökapten är en titel på den som avlagt sjökaptensexamen samt erhållit sjökaptensbrev. En sjökapten har rätt att tjänstgöra som befälhavare på alla fartyg i geografiskt obegränsad fart. Ordet kapten används i dagligt tal också om befälhavaren för ett större fartyg, jämför skeppare. Behörigheten regleras av nationella bestämmelser i enlighet med STCW-konventionen (internationella konventionen angående normer för sjöfolks utbildning, certifiering och vakthållning).

## Sverige
Det svenska certifikatet utställs av Transportstyrelsen efter att en person tagit godkänd sjökaptensexamen vid universitet (Sjöbefälsskolan i Göteborg vid Chalmers tekniska högskola eller Sjöfartshögskolan i Kalmar, del av Linnéuniversitetet) och har dokumenterad sjötid som vakthavande befäl under minst 36 månader på fartyg med bruttodräktighet minst 500. Kaptensexamen förutsätter 12 månader sjötid, som ingår i ett fyraårigt program och förutsätts i ett treårigt program.
Kofferdikapten, befälhavare på ett kofferdifartyg, var tidigare officiell benämning på sjökapten vid handelsflottan.

## Finland
I Finland ges sjökaptensutbildning vid yrkeshögskola (i Åbo och Mariehamn på svenska samt Kotka och Rauma på Finska). Utbildningen räcker 4½ år inräknat kravet på 1 års sjöpraktik. För sjökaptensbrev krävs dessutom 36 månader sjötjänst som vaktstyrman på fartyg i utrikesfart vars bruttodräktighet är minst 500. Certifikaten utställs av Transport- och kommunikationsverket (Traficom).

## Trivia
Det finns en gammal uppfattning om att sjökaptener skulle ha vigselrätt. Denna uppfattning verkar inte ha stöd i lag (annat än såtillvida att kaptener liksom andra kan beviljas vigselrätt), men kan grunda sig på en äldre tradition.